# Quo graviora (1825.)
Quo graviora je bula (također opisana kao apostolska konstitucija) pape Lava XII., objavljena 13. ožujka 1825. godine, kojom on ponovno osuđuje slobodno zidarstvo i karbonare. Kako bi dodatno naglasio važnost svojeg dokumenta, papa u cijelosti citira ranije papinske osude tajnih društava: In eminenti Apostolatus Specula Klementa XII. (1738.), Providas Romanorum Benedikta XIV. (1751.) i Ecclesiam a Jesu Christo Pija VII. (1821.). U buli se izričito i trajno zabranjuje članstvo u masonskim ložama.

## Sadržaj
Već u uvodnom dijelu dokumenta papa naglašava svoju dužnost, povjerenu mu na čelu Svete Stolice, da zaštiti položaj i integritet Katočičke Crkve. Ističe prijetnju koju predstavljaju tajna društva te izražava namjeru da ih razotkrije i suzbije kako bi učvrstio crkvenu vlast. Podsjeća na bulu In eminenti Apostolatus Specula pape Klementa XII., kojeg hvali kao dalekovidnog vođu koji je prepoznao i osudio opasne spletke slobodnih zidara. Također, spominje bulu Providas Romanorum pape Benedikta XIV., kojom je također osuđena slobodnozidarska djelatnost i zabranjeno sudjelovanje u tim organizacijama.
Papa opisuje slobodno zidarstvo i karbonare kao povezana tajna društva koja nastoje oslabiti Katoličku Crkvu zavjereničkim sastancima i podupiranjem borbe protiv legitimnih vlasti. Pio VII. je već poduzeo mjere protiv njih bulom Ecclesiam a Jesu Christo. Dokument izražava zabrinutost zbog toga što su se ta društva proširila čak i na sveučilišta, gdje organiziraju tajne sastanke. Upozorava da ta "žarišta pobune" ugrožavaju mir u Europi i potiču društveni nered.
Papa upozorava da neprijatelji Crkve nastoje napasti njezinu vjeru, autoritet i poredak s ciljem njezina uništenja. Ističe da je mržnja prema papinskoj vlasti ključni motiv njihovih aktivnosti, a napadi na božanstvo Isusa Krista dokazuju subverzivne namjere tajnih društava.
Bula predstavlja jasan i nedvosmislen poziv na osudu tajnih društava, naglašavajući da papa time izvršava svoju dužnost kako nitko ne bi mogao tvrditi da crkvena vlast ne djeluje protiv njih. Papa smatra legitimnim zadatkom zaštitu budućnosti Crkve te poziva sve kardinale, svećenike, laike i katolike da se zauzmu za pravedno društvo i obrane ga od štetnog utjecaja tih organizacija.
Papa Lav XIII., koji je u travnju 1884. objavio encikliku Humanum genus, oslonio se na argumente iz bule Quo graviora u svojoj osudi slobodnog zidarstva.